# Zatoka Koluczyńska
Zatoka Koluczyńska (ros. Колючинская губа) – zatoka Morza Czukockiego u północno-wschodnich wybrzeży Azji (Czukocki Okręg Autonomiczny, Rosja).
Wcina się na głębokość około 100 km w głąb Półwyspu Czukockiego; szerokość 3–37 km, głębokość 7–14 m; przez większą część roku pokryta lodem.